# Alvin Bush

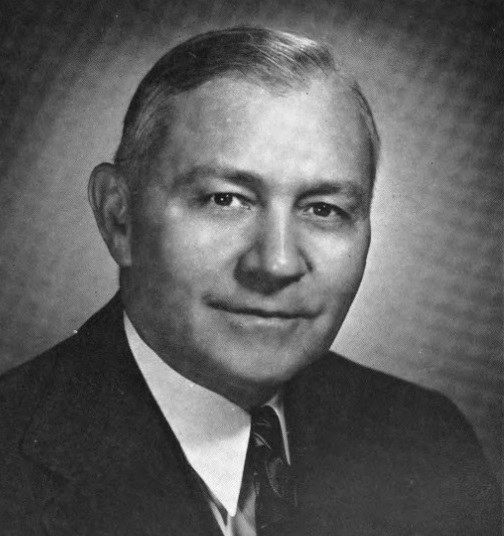
Alvin Bush

Alvin Ray Bush (* 4. Juni 1893 in Boggs, Clearfield County, Pennsylvania; † 5. November 1959 in Williamsport, Pennsylvania) war ein US-amerikanischer Politiker. Zwischen 1951 und 1959 vertrat er den Bundesstaat Pennsylvania im US-Repräsentantenhaus.

## Werdegang
Alvin Bush besuchte die öffentlichen Schulen seiner Heimat. Mit 13 Jahren begann er in den Kohleminen von Pennsylvania zu arbeiten. Später absolvierte er eine Lehre als Maschinenschlosser. Während des Ersten Weltkrieges war er als Korporal der US Army auf dem europäischen Kriegsschauplatz eingesetzt. Nach dem Krieg betrieb er eine Kfz-Werkstatt in Philipsburg. Danach wurde er dort Eigentümer einer Buslinie. Später wurde Bush Präsident der Firma Williamsport Transportation Co. Außerdem unterhielt er im Lycoming County eine Milchfarm. Er war auch noch in anderen Branchen tätig. So war er einer der Direktoren der Lowry Electric Co. und des Muncy Valley Hospital.
Politisch schloss sich Bush der Republikanischen Partei an. Bei den Kongresswahlen des Jahres 1950 wurde er im 15. Wahlbezirk von Pennsylvania in das US-Repräsentantenhaus in Washington, D.C. gewählt, wo er am 3. Januar 1951 die Nachfolge von Robert F. Rich antrat.  Nach vier Wiederwahlen konnte er bis zu seinem Tod am 5. November 1959 im Kongress verbleiben. Seit 1953 vertrat er dort als Nachfolger von Richard M. Simpson den 17. Distrikt seines Staates. In seine Zeit als Kongressabgeordneter fielen der Koreakrieg und der Beginn der Bürgerrechtsbewegung.